# Майсазор (район Рудаки)
Майсазо́р (тадж. Майсазор) — село в районе Рудаки Республики Таджикистан. Входит в состав джамоата (сельской общины) Гулистон района Рудаки.
Находится недалеко от г. Душанбе, на расстоянии 22 км от райцентра (пгт. Сомониён) и 2 км от центра общины (село Гулистон).
Население — 1066 чел. (2017).